# Johannes Hendrikus Becking

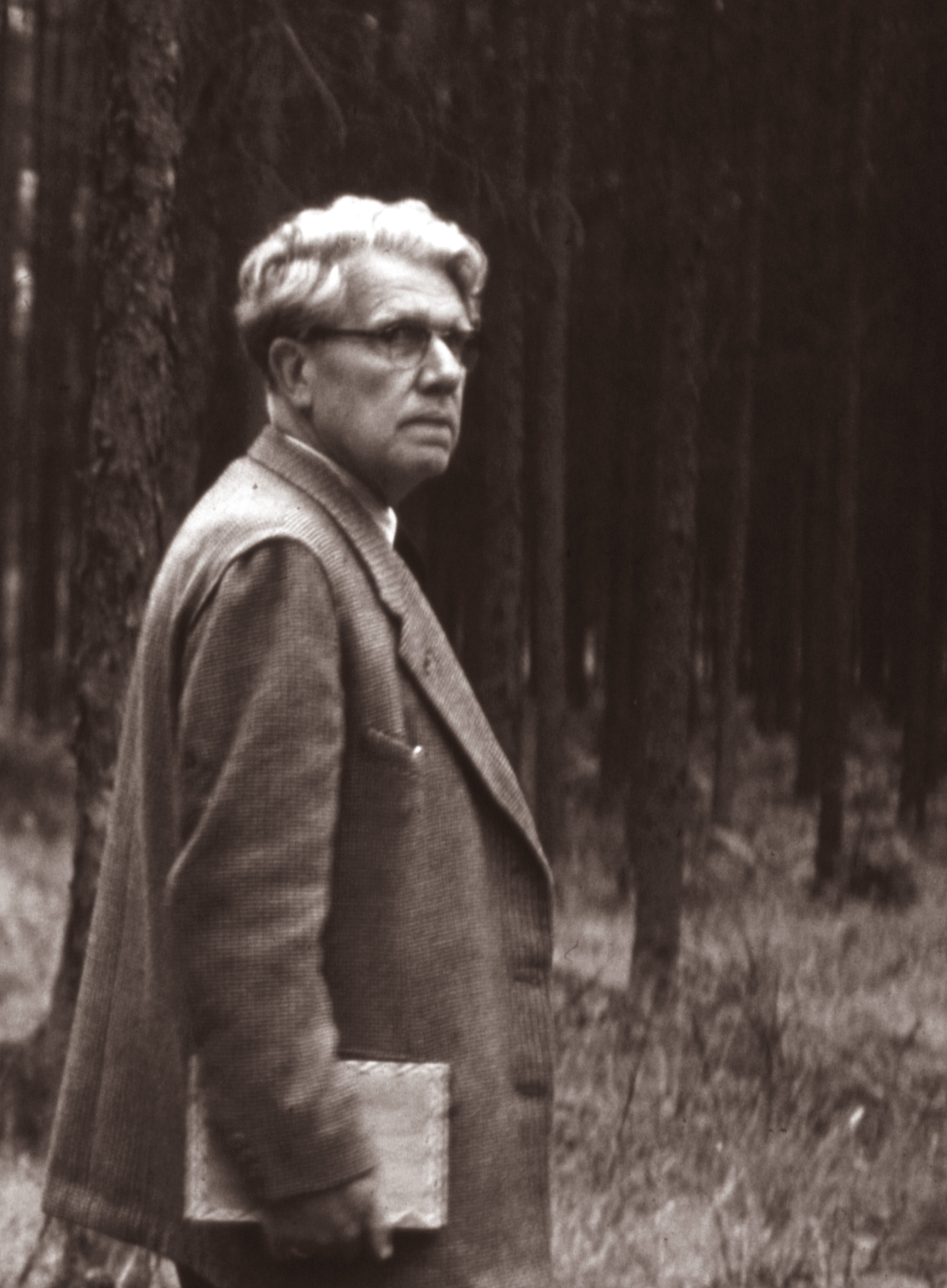
Johannes Hendrikus Becking (1956)

Johannes Hendrikus Becking (* 12. November 1890 in Soerabaia (Surabaya), Java, Niederländisch-Indien; † 19. April 1972 in Arnhem, Niederlande) war ein niederländischer Forstwissenschaftler und Botaniker. Wichtige Funktionen: 1936–1942 Oberaufseher des Forstwesens in Niederländisch-Indien; 1946–1962 Professor für Forstwissenschaft an der Landbouwhogeschool Wageningen, Niederlande. Verdienstorden: Ridder in de Orde van de Nederlandse Leeuw.

## Leben

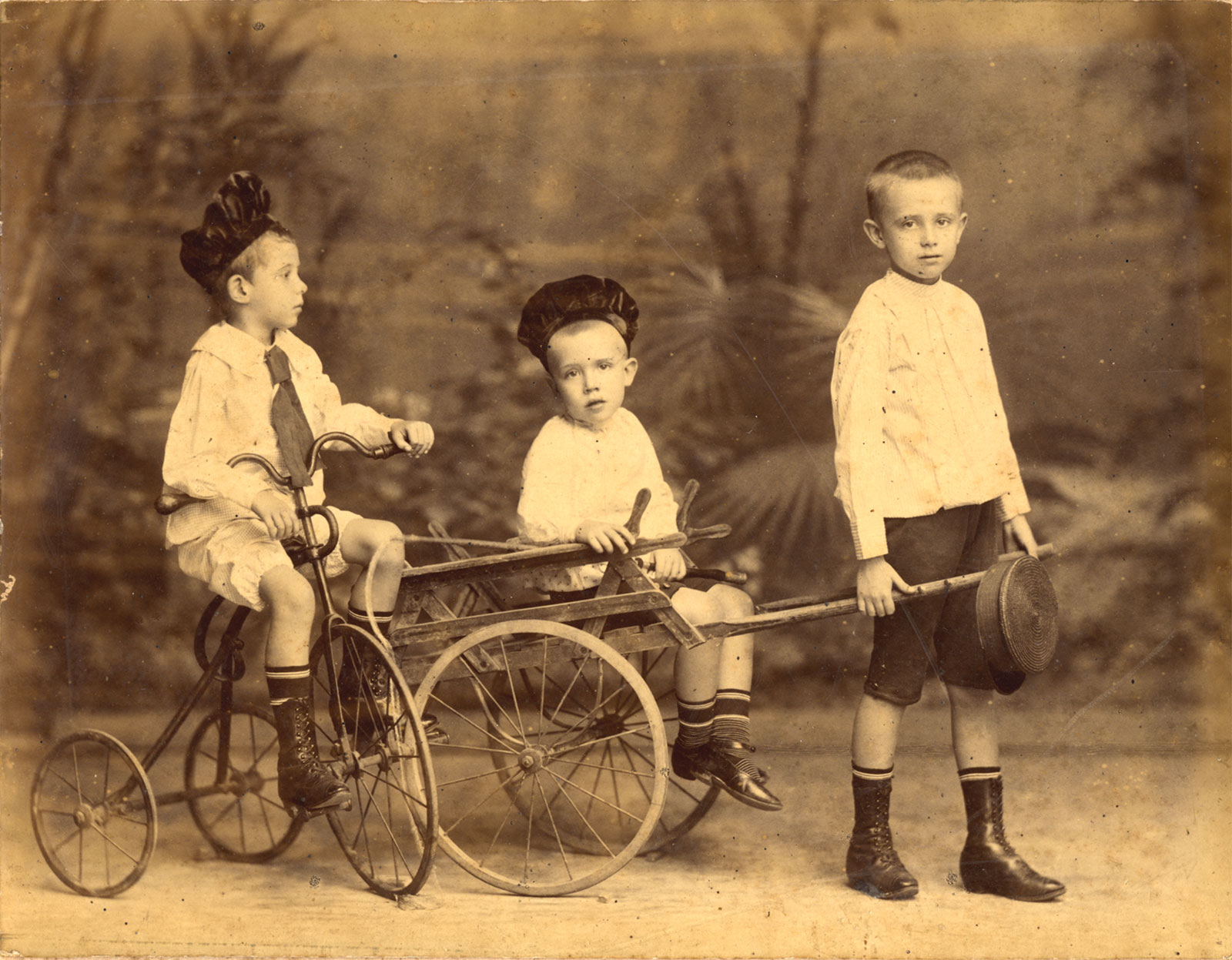
Willem („Broer“), Johannes Hendrikus („Sjang“) und Laurens Theodorus (Theo) Becking.
Atelierfoto, um 1894, Soerabaja

Johannes Hendrikus („Sjang“) Becking wurde 1890 als dritter Sohn des Wasserbauingenieurs Salomon Wessel Becking (1850–1921) geboren. Salomon Wessel war ein „Aufsteiger“: Er stammte aus einem Dorf im Osten der Niederlande (Varsseveld), in der Schule wurde er wegen mathematischer Begabung gefördert, durfte das Lehrerseminar Arnhem besuchen und studierte schließlich an der Technischen Hochschule Delft. Mit 35 zog er nach Indië (Niederländisch-Indien) und heiratete dort 1886 die Offizierstochter Johanna Maria Rijkens (1859–1923).
Die Söhne Laurens Theodorus (1887–1945), Willem (1889–1949) und Johannes Hendrikus wuchsen in Niederländisch-Indien auf. Ein Studium war allerdings nur in den Niederlanden möglich; Laurens Theodorus (Theo) ging auf die Militärakademie Breda, seine beiden jüngeren Brüder studierten an der Landbouwhogeschool Wageningen Forstwissenschaft. Johannes Hendrikus besuchte anschließend mit einem Stipendium ein Jahr die Universität München, um deutsche Methoden der Waldbewirtschaftung näher kennenzulernen.

### Laufbahn in Niederländisch-Indien

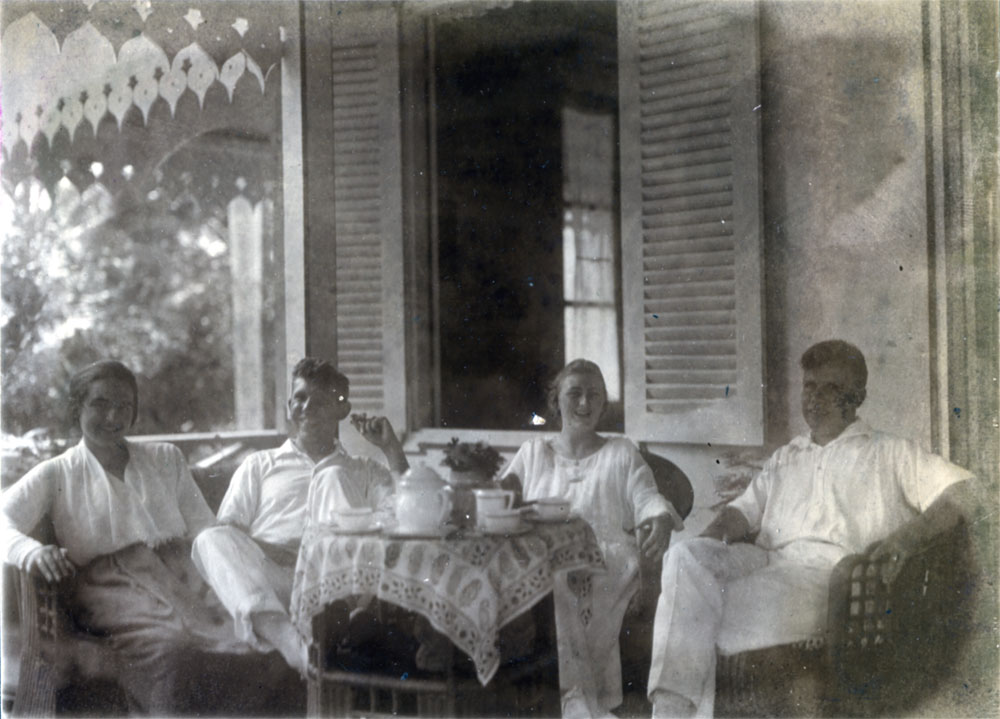
Willem und Johannes Hendrikus Becking mit Ehefrauen Adriana und Martha (v. l.), Juni 1923 in Blora (?)

Alle drei Brüder kehrten nach dem Studium wieder zurück nach Niederländisch-Indien. Die beiden Forstwissenschaftler arbeiteten ab 1913 als Forstaufseher, unternahmen Vieles zusammen und publizierten gemeinsam. 1922 heiratete Johannes Hendrikus die Deutsche Martha Paula Gertrud Hennig (1899–1977); die Söhne Rudolf Willem (1922–2009) und Jan-Hendrik (1924–2009) wurden in Blora (M.-Java) geboren. 1929 promovierte Becking in Wageningen mit einer Arbeit über Teak (Tectona grandis, Niederländisch: djati): De djaticultuur op Java: Een vergelijkend onderzoek naar de uitkomsten van verschillende verjongingsmethoden van den djati op Java. 1930 wurde er zum Aufseher der Teak-Handelsabteilung (Hoofd van de handelsafdeeling van het Djatibedrijf), 1933 zum Aufseher der Schutzwälder auf Java und Madura (Hoofd van den Dienst der Wildhoutbosschen op Java en Madoera), 1936 schließlich zum Oberaufseher des Forstwesens (Hoofd van den Dienst van het Boschwezen) ernannt.
Er bekam damit die Verantwortung für ein für die Kolonie wichtiges, aber auch recht problembehaftetes Ressort. Die ausgedehnten Teak-Wälder auf Java waren für den niederländischen Schiffbau, vor allem im 17. und 18. Jahrhundert, von großer Bedeutung gewesen. Seit Mitte des 19. Jahrhunderts versuchte die Kolonialmacht die Nutzung der Wälder besser zu ordnen: Eine wissenschaftlich begründete, nachhaltige Waldbewirtschaftung nach deutschem Muster sollte eingeführt werden. Dabei wurden oft die Belange der inländischen Bevölkerung tangiert, speziell im dicht bevölkerten Java. Einwohner beriefen sich auf alte Gewohnheitsrechte, eine Bewegung wie die Saministen (benannt nach dem Gründer Surontiko Samin) erkannte den als solchen definierten „Diebstahl“ von Holz und anderen Waldprodukten nicht an. Auch die Schutzwälder, im Zusammenhang mit dem Wasserhaushalt und Schutz vor Erosion von Wichtigkeit, wurden vermehrt unter Aufsicht gestellt. Dies stellte  einen weiteren Eingriff in die Lebenswelt der Bevölkerung dar; Auseinandersetzungen waren unvermeidlich. Es gab unter den Forstbeamten und auch in der Öffentlichkeit immer wieder Diskussionen, wie dem nicht nur ökonomisch, sondern auch sozial und kulturell bedeutsamen Problem am besten zu begegnen sei. Kaum in Frage gestellt wurde die nachhaltige Waldbewirtschaftung, unter strikter Aufsicht der Behörde. Sie bildete den ganzen Stolz der Forstleute, stand für Fortschritt. Möglich waren aber unterschiedliche Akzentsetzungen: Man konnte den Dienst am Gemeinwohl hervorheben, ein durchaus auch von den Behörden vorgegebenes Ziel (ethische politiek), oder stärker den Gewinn durch Holzexport (hauptsächlich Teak) betonen.
Die Brüder Becking waren Befürworter einer mittleren Linie: Einerseits sollte ihrer Meinung nach zumindest in einigen Sparten durchaus auch marktwirtschaftlich gedacht werden, andererseits sollte man den Bogen nicht überspannen. In einem 1926 veröffentlichten Vortrag, De houtvoorziening van de inlandsche bevolking, beschreibt Becking, wie er in seinem damaligen, sehr waldreichen Distrikt Blora versuchte, den inländischen Bedürfnissen besser Rechnung zu tragen, indem er zu tiefen Preisen Teak-Dünnholz für den Häuserbau zur Verfügung stellte. Er empfahl Zurückhaltung beim Einsatz der verhassten boschpolitie  (Waldpolizei). Die Konflikte konnten mit solchen Maßnahmen zwar entschärft, aber nicht grundsätzlich gelöst werden. Sie bestanden in mancherlei Hinsicht auch nach dem Krieg in der Republik Indonesien fort. Die den Waldbau betreffenden Gesetze der Niederländer, ins Indonesische übersetzt, wurden von den neuen Machthabern größtenteils übernommen.

### Besatzungszeit (1942–1945)
Während der Japanischen Besatzung (März 1942 bis August 1945) sollte Becking, wie viele hohe Beamte, den neu eingesetzten Behörden als Berater ohne Befugnisse zur Verfügung stehen. Die zunehmende Hektik während des Krieges spiegelte sich in den schnell aufeinanderfolgenden Reorganisationen: Für die Waldbewirtschaftung waren zunächst die Forstbehörde (Ringyo Tyuoo Zimusyo), dann die Industriebehörde (Sangyobu), die Schifffahrtsbehörde (Zoosenkyoku) und schließlich die Kriegsbehörde (Gunzyuseisanbu) zuständig. Die bis dahin nachhaltige Bewirtschaftung der Wälder wurde auf die Kriegsbedürfnisse umgestellt, die inländische Bevölkerung zu Arbeitsdienst (romuscha) verpflichtet. Beckings persönliche Situation war prekär. Sein ältester Sohn Rudolf Willem wurde interniert, der jüngere, Jan-Hendrik, gegen Ende der Besatzungszeit ebenfalls gefangen gesetzt. Die Familie kam schließlich mit dem Leben davon.
Nach dem Abzug der Japaner verfasste Becking einen ausführlichen Bericht: De wederopbouw van den dienst van het boschwezen in Indonesië Er beschrieb darin die Folgen der Kriegswirtschaft und skizzierte mögliche Strategien des Wiederaufbaus. Bemerkenswert im sonst vorwiegend technischen Artikel ist seine Einschätzung der politischen Lage: „Was die Holzversorgung im Inland betrifft, so werden die alten Verhältnisse, auch wenn die Holzproduktion das Vorkriegsniveau wieder erreichen sollte, keinesfalls wiederhergestellt werden können. Das durch den Krieg erwachte Selbstbewusstsein des Indonesischen Volkes weist sowohl nationale, wie auch soziale Komponenten auf. Eine Rückkehr zur Vorkriegssituation ist weder möglich noch erwünscht. Unbedingt an zu streben ist eine deutliche Erhöhung des Lebensstandards. Das Ziel kann nur durch eine mehr oder weniger forcierte Industrialisierung erreicht werden. Die Entwicklung Javas zu einem Industrieland wird allerdings den Bedarf an Holz nochmals erheblich ansteigen lassen.“
Die Loslösung Indonesiens vom ehemaligen Mutterland zog sich hin bis 1949; teilweise führten die Niederländer dabei einen blutigen Kolonialkrieg, euphemistisch angedeutet als Politionele Acties („Polizei-Aktionen“), mit mehreren tausend Toten auf niederländischer Seite, und geschätzten 150.000 Toten bei den Indonesiern.

### Professorat in Wageningen

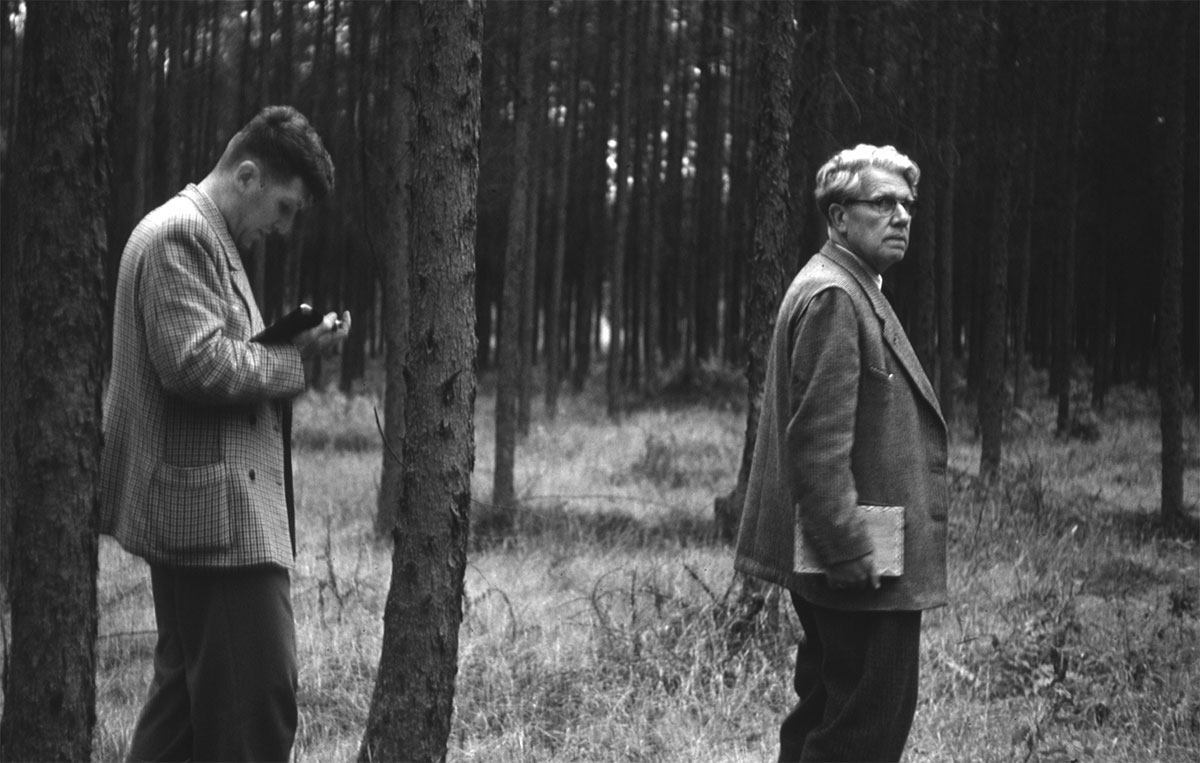
Rudolf Willem und Johannes Hendrikus Becking bei der Begutachtung eines Waldstückes nahe Elsbeek (NL), August 1956

Becking ging 1946 in die Niederlande, wohl weil er für sich und seine Familie in Indonesien keine Zukunft mehr sah. Er wurde auf den Lehrstuhl eines Professors für Forstwissenschaft (Schwerpunkte Tropische Waldwirtschaft und Betriebsführung: koloniale houtteelt, bosbedrijfsregeling en boseconomie) der Landbouwhogeschool Wageningen berufen. Im Rahmen seiner Arbeit befasste er sich weiterhin auch mit den Tropen und hatte verschiedene Male Gelegenheit, Reisen in tropische Gebiete zu unternehmen. Im Studienjahr 1955/56 war Becking Rector Magnificus.
Bemerkenswert sind drei zusammenhängende Artikel, worin Becking den Begriff Culturele Bosbouw zu etablieren versuchte. In wirtschaftlich stark entwickelten Ländern wie die Niederlande, so die Idee, macht eine Berechnung der Rentabilität eines Waldstückes nur begrenzt Sinn, weil der Wert des Waldes als ein Ort der Erholung möglicherweise wesentlich höher ein zu schätzen ist als der Gewinn durch Holzverkauf. Ein monotoner Produktionswald mit einer nominal positiven Gewinnrechnung könnte auf diese Weise gegenüber einem schönen, mit Verlust bewirtschafteten Wald im Endeffekt trotzdem schlecht dastehen. Der Gedanke, dass sich Naturschutz bei genauerem Hinsehen oft auch rechnet, war anno 1966 noch relativ neu und wurde in den Niederlanden keinesfalls konsequent angewendet.

### Botanik
Neben seiner Haupttätigkeit als Forstbeamter und -wissenschaftler befasste sich Becking gerne mit Botanik; speziell interessierte er sich dabei für Mangrovenwälder. Er sammelte Materialien u. a. auf Bali, W-Borneo und Java, welche heute in den Herbarien in Bogor und Wageningen untergebracht sind. Die Agathis beckingi (Meijer Drees) wurde nach ihm benannt.

## Publikationen
- mit L. G. den Berger, H. W. Meindersma: Vloed- of mangrove-bosschen in Ned. Indië. In: Tectona, 15, 1922, S. 561–611.
- mit W. Becking: Railbaanaanbouw en onderhoud: beknopte handleiding voor den aanleg en het onderhoud van railbanen. Albrecht, Weltevreden 1924.
- De houtvoorziening van de inlandsche bevolking. In: Tectona, 19, 1926, S. 904–913.
- De djaticultuur op Java : een vergelijkend onderzoek naar de uitkomsten van verschillende verjongingsmethoden van den djati op Java. Veenman, Wageningen 1929. (Proefschrift Wageningen, 1929 online)
- De ontwikkeling van de Dienst der Wildhoutbosschen op Java gedurende de laatschte vijf jaren. In: Tectona, 28, 1935, S. 343–433.
- (Hg.): Verslag van den Dienst van het Boschwezen in Nederlandsch-Indië over het Jaar 1937. Buitenzorg 1938.
- (Hg.): Verslag van den Dienst van het Boschwezen in Nederlandsch-Indië over het Jaar 1938. Buitenzorg 1939.
- De omloopstijd voor de djati-bosschen op Java. In: Tectona, 34 (7), 1941, S. 507–514.
- De wederopbouw van den dienst van het boschwezen in Indonesie. In: Tectona, 36 (1946), S. 86–161.
- De bedrijfsgedachte in de bosbouw. Veenman, Wageningen 1947. (Inaugurale rede.)
- Massatafels voor de bepaling van de houtmassa van opstanden van de Douglasden (Pseudotsuga taxifolia Britt) in Nederland. In: Mededelingen van de Landbouwhogeschool te Wageningen, Tl. 50, verhandeling 1, 1950.
- De douglasbossen van de Pacific North West. Wageningen 1950. / In: Nederlandsch boschbouw tijdschrift. 23 (1950) 2, S. 35–50 u. 7/8, S. 193–209.
- Forestry technique in the teak forests of Java. In: UN Scientific Conference on the Conservation and Utilization of Resources. Lake Success, 1949. Proceedings. New York 1951, S. 106–114.
- The economy of heavy thinning in Douglas-fir plantations. In: Nederlands Boschbouw Tijdschrift, 24, 10 (1952), S. 257–269.
- mit G. Minderhoud, A. E. H. R. Boonstra (Red.): Veenman’s agrarische Winkler Prins: encyclopedie voor landbouw, tuinbouw en bosbouw. (3 Tl.) Veenman, Wageningen 1954–1957.
- mit A. van Maaren: Verslag over een onderzoek naar de economische aspecten van de opvoering van de papierhoutproductie door dunning van dichtgeplante populierenlanen in de Noord-Oost-Polder. L. H., Wageningen 1954.
- Aspecten van de bosbouw en de bosbouwstudie. Veenman, Wageningen 1956. (Rede Wageningen, 9. März 1956.)
- Het studiejaar 1955 – 1956. Veenman, Wageningen 1956. (Rede Wageningen, 17. September 1956.)
- P. G. de Vries: Richtlijnen voor de bedrijfsregeling van bosbezit in Nederland: samengesteld door de commissie bosbedrijfsregeling van de Nederlandsche Boschbouwvereeniging, ingesteld op 7 januari 1954. Wageningen 1959.
- mit G. Hellinga, J. F. Kools: Beschouwingen over de ontwikkeling van de bosbouw in Nederlands Nieuw-Guinea. Verslag van het bezoek aan Nederlands Nieuw-Guinea van 9 januari - 2 maart 1960. Wageningen 1960.
- Rapport over het gedurende de maanden juli en augustus 1961 in Suriname en de Nederlandse Antillen ten behoeve van het tien jaren plan verrichte onderzoek op het gebied van de bosbouw. Wageningen 1962.
- De ontwikkeling van het bosbeheer in Suriname. In: Nederlands bosbouw tijdschrift, 36 (1964) 7, S. 192–209.
- Problemen van de moderne culturele bosbouw. In: Tijdschrift der Koninklijke Nederlandsche Heidemaatschappij, 77 (1966) 6, S. 251–258.
- Is voor Nederland culturele bosbouw noodzakelijk en mogelijk? In: Tijdschrift der Koninklijke Nederlandsche Heidemaatschappij, 77 (1966) 9, S. 321–331.
- Particulier bosbezit, een strijd om het behoud van nationale cultuurmonumenten. In: Tijdschrift der Koninklijke Nederlandsche Heidemaatschappij, 78 (Juni 1967), S. 208–222.
- Het huidige staatsbeleid inzake de bosbouw in Nederland. In: Tijdschrift der Koninklijke Nederlandsche Heidemaatschappij, Feb. 1969, S. 56–65.
- Het huidige staatsbeleid inzake de bosbouw in Nederland II. In: Tijdschrift der Koninklijke Nederlandsche Heidemaatschappij, Sept. 1969, S. 304–307.